# September 2000
Dit artikel geeft een chronologisch overzicht van alle belangrijke gebeurtenissen per dag in de maand september van het jaar 2000.

## Gebeurtenissen

### 2 september
- Het Nederlands voetbalelftal begint de kwalificatiereeks voor het WK voetbal 2002 met een gelijkspel (2-2) tegen Ierland. Het is de eerste wedstrijd onder leiding van bondscoach Louis van Gaal, die twee spelers laat debuteren: Arnold Bruggink en Wilfred Bouma, beiden van PSV.

### 3 september
- Zaligverklaring van de pausen Pius IX (1846-1878) en Johannes XXIII (1958-1963).

### 4 september
- Startdag van Z@ppelin
- De AEX-index bereikt met 701,56 punten het hoogste punt aller tijden. Hierna zal de koers tot begin 2003 een dalende lijn inzetten.

### 9 september
- Bisschopswijding van Jan van Burgsteden, Nederlands hulpbisschop van Haarlem.
- Victoria de Marichalar y de Borbón, dochter van prinses Elena van Spanje, wordt geboren.

### 10 september
- De Poolse wielrenner Piotr Przydział wint de 57ste editie van de Ronde van Polen.

### 14 september
- Juan Antonio Samaranch verlaat na twintig jaar het Internationaal Olympisch Comité.

### 15 september
- De Olympische Zomerspelen 2000 in Sydney worden geopend.

### 16 september
- Marcel Wouda zwemt Nederlands record 100 meter schoolslag.
- De Oekraïense journalist Georgiy Gongadze wordt voor het laatst levend gezien.

### 17 september
- Zwemmer Pieter van den Hoogenband scherpt bij de Olympische Spelen in Sydney het wereldrecord op de 200 meter vrije slag aan tot 1.45,35. De mondiale toptijd was met 1.45,51 in handen van Ian Thorpe.

### 19 september
- Pieter van den Hoogenband scherpt bij de Olympische Spelen in Sydney het wereldrecord op de 100 meter vrije slag aan tot 47,84. De Nederlander doet dat in de halve finales. Het oude record (48,18) stond sinds drie dagen op naam van de Australische zwemmer Michael Klim.

### 20 september
- Zwemster Inge de Bruijn verbetert bij de Olympische Spelen in Sydney haar eigen wereldrecord op de 100 meter vrije slag met drie honderdste van een seconde: van 53,80 naar 53,77.

### 22 september
- Lars Frölander scherpt bij de Olympische Spelen in Sydney zijn eigen Europees record op de 100 meter vlinderslag aan tot 52,00.

### 23 september
- Een deel van het wrak van het sinds 1947 vermiste vliegtuig Stardust wordt gevonden.

### 24 september
- Filip Dewinter wordt besmeurd met chocolade door anti-fascisten in het interview in discussieprogramma Buitenhof.
- De Servische president Slobodan Milošević moet het onderspit delven bij de door hem uitgeschreven vervroegde verkiezingen. Oppositieleider Vojislav Koštunica wint.

### 28 september
- De Denen wijzen bij referendum de invoering van de euro af; zij behouden de Deense kroon.

### 30 september
- Bij de Olympische Spelen in Sydney prolongeert de Nederlandse hockeyploeg de olympische titel door Zuid-Korea in de finale op strafballen (5-4) te verslaan.

## Overleden
<< · januari · februari · maart · april · mei · juni · juli · augustus · september · oktober · november · december · >>